# Гогуну
Гогуну (фр. Gogounou) — коммуна, округ и город Бенина. Площадь 4 910 км², население 117 793 человек (2013).

## Административное деление
Коммуна разделена на 6 округов: Гогуну, Багу, Гунару, Уара, Сори и Зунгу-Пантросси. В их состав входят 34 села и 4 городских округа.

## Экономика
Большая часть населения занимается сельскохозяйственной деятельностью, за которой следуют торговля, транспорт и ремесла. Под сельское хозяйство отведено 29 980 га земли, что составляет 9,96 % от общей площади земель. Основными выращиваемыми культурами являются кукуруза, хлопок, сорго и ямс.
Двумя основными источниками воды в Гогуну являются колодцы и насосы. В городе есть почтовое отделение, факсимильная телефонная линия и четыре услуги сотовой связи, доступные по состоянию на август 2009 года.

## Образование
В городе есть как минимум две государственные начальные школы, одна католическая частная начальная школа и одна средняя школа. В средней школе обучается 754 мальчика и 626 девочек. Во всей коммуне 37 начальных школ.